# Charles Davin
Charles Davin (né le 4 mars 1917 à Gorcy et mort le 10 juillet 2000 à l'âge de 83 ans), est un footballeur français qui évoluait au poste de gardien de but.

## Biographie

### Carrière dans le football
Charles Davin évolue à l'EF Clermont-Auvergne, au Stade rennais, puis au Stade clermontois.
Il officie ensuite comme gardien de but à l'AS Saint-Étienne de 1945 à 1949.
Il dispute avec l'ASSE un total de 55 matchs en Division 1. Il se classe deuxième du championnat de France en 1946 avec l'ASSE.

### Après-football
Après avoir raccroché les crampons, il fonde sa propre société d'ambulances en 1955, qui est ensuite reprise par ses deux fils Michel (décédé des suites d'une leucémie en 2012) et Philippe. Cette entreprise quitte ensuite le domaine familial.

## Palmarès
- Vice-champion de France en 1946 avec l'ASSE